# Alstadstenen
Alstadstenen (signum N 61 resp. N 62) är en norsk runsten från slutet av 900-talet, med rik ornamentering i så kallad Ringerikestil. Den finns nu i Kulturhistorisk museum vid Universitetet i Oslo, dit den flyttades från gården Alstad i Østre Totens kommun.
Inskriften, som är mycket omdiskuterad men delvis inte säkert tydd, berättar att en Jorunn har rest stenen efter sin man. Omkring hundra år senare är en ny och märklig inskrift tillagd på stenen, som nu sägs vara rest av Engli efter sonen Thóraldr, som omkom i Vitaholm mellan Ustaholm och Gårdarike.

## Inskriften
Translitterering av runraden:
§A iurun ¤ rais(t)i [¤] s(t)ain ¤ þina ¤ af(t)ir [¤] au-aun- ¤ is ¤ (h)ana ¤ --(t)i [¤] auk ¤ furþi ¤ af ¤ hrikariki ¤ u(t)an ¤ ur ulb¤aui- 
§B × auk ¤ (m)unta¤stain ¤ ----ir ¤ þusi ×
Normalisering till fornvästnordiska:
§A Jórunnr reisti stein þenna eptir au-aun- er hana [á]tti, ok frði af Hringaríki útan ór Ulfeyj[u]. 
§B Ok myndasteinn [mæt]ir þessi.
Översättning till nusvenska:
Jorunn reste sten denna efter au-aun- som var gift med henne, och (hon) förde (den) utefrån Ringerike, från Ulvøysom
 Jorunn reste sten denna efter au-aun- som tog henne till Eje och ledde henne västerut från Ringerike - från Vé till Ôlvastad 
§B Och bildstenen hedrar dem.
Som (eg)de = var gift med. Ulvøya i Steinsfjorden har sandsten liggande längs stranden; den är lett att hugga och transportera över is på vinter.
Translitterering av runraden:
× ikli × reisti stein þana eftir × þoral(t) sun sin is uarþ tauþr × i uitahol(m)(i) miþli ustaulms auk karþa ×
Normalisering till fornvästnordiska:
Engli reisti stein þenna eptir Þórald, son sinn, er varð dauðr í Vitaholmi, miðli Ustaholms ok Garða.
Översättning till nusvenska:
Engle reste denna sten efter Torald, sin son, som vart död i Vitaholm, mellan Ustaholm och Gårdanke.
Vitaholm ligger mellan Ustaholm och Kiev.